# Mu isamaa, mu õnn ja rõõm
Mu isamaa, mu õnn ja rõõm (tiếng Việt: Tổ quốc tôi, niềm vui của tôi, hạnh phúc của tôi, [mu ˈisɑ.mɑː, mu ˈɤnʲˈ jɑ ˈrɤːm]) là quốc ca của Estonia. Nó được thông qua vào năm 1920. Lời bài hát được viết bởi Johann Voldemar Jannsen và được đặt theo giai điệu sáng tác vào năm 1848 bởi Fredrik (Friedrich) Pacius, cũng là quốc ca Phần Lan: "Maamme" (tiếng Thụy Điển: "Vårt Land", là bài quốc ca không chính thức của Đại công quốc Phần Lan).

## Lời
| Mu isamaa, mu õnn ja rõõm, kui kaunis oled sa! Ei leia mina iial teal see suure, laia ilma peal, mis mul nii armas oleks ka, kui sa, mu isamaa! | /mu isɑmɑː mu ɤnʲ jɑ rɤːm/ /kui kɑunis oled sa/ /ei leiɑ minɑ iːɑl teɑl; /seː suːre lɑiɑ ilmɑ peɑl/ /mis mul niː ɑrmɑs oleks ka/ /kui saː mu isɑmɑː/ | Tổ quốc, niềm vui, hạnh phúc của tôi Người thật giàu đẹp làm sao! Tôi sẽ không bao giờ tìm thấy được Trên thế giới bao la này Một mảnh đất thân thương hơn Người Hỡi Tổ quốc yêu quý của tôi! |
| Đoạn 2 | | |
| Sa oled mind ju sünnitand ja üles kasvatand; sind tänan mina alati ja jään sull' truuiks surmani, mul kõige armsam oled sa, mu kallis isamaa!   | /sɑ oled mind ju synːitɑnd/ /jɑ yles kɑsʋɑtɑnd/ /sind tænɑn minɑ ɑlɑti/ /jɑ jæːn sulʲ truːiks surmani/ /mul kɤige ɑrmsɑm oled sɑ/ /mu kɑlːis isɑmɑː/ | Người đã ban cho tôi cuộc sống Và nuôi tôi khôn lớn Tôi sẽ biết ơn suốt đời Và nguyện trung thành với Người đến khi lìa trần Người là tình yêu cao quý nhất Hỡi Tổ quốc yêu quý của tôi!      |
| Đoạn 3 | | |
| Su üle Jumal valvaku mu armas isamaa! Ta olgu sinu kaitseja ja võtku rohkest õnnista, mis iial ette võtad sa, mu kallis isamaa!                 | /su yle jumɑl ʋɑlʋɑku/ /mu ɑrmɑs isɑmɑː/ /tɑ olgu sinu kɑitsejɑ/ /jɑ ʋɤtku rohkest ɤnːistɑ/ /mis iːɑl etːe ʋɤtɑd sɑ/ /mu kɑlːis isɑmɑː/              | Nguyện Chúa che chở cho Người Tổ quốc muôn vàn cao quý của tôi! Cầu Chúa ban cho Người Phước lành dồi dào muôn đời Cho những kỳ tích lẫy lừng của tôi Hỡi Tổ quốc yêu quý của tôi!            |